# Tort

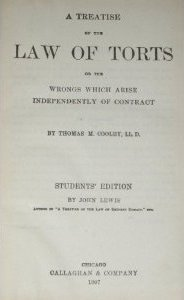
Thomas M. Cooley: Pojednání o právu tortů (A Treatise on the Law of Torts)

Tort (z lat. tortum, pokřivený, zkroucený) je termín angloamerického práva, který lze přeložit jako spáchané bezpráví nebo křivda, podobně jako termín wrong. Obvykle se však používá v užším významu pro tzv. civilní křivdy (angl. civil wrong), která nevyplývají z porušení smlouvy a nezahrnuje trestné činy.
Toho, kdo má za čin odpovědnost (angl. liability), tedy škůdce neboli pachatele tortu (angl. tortfeasor), lze žalovat v civilním procesu (angl. action in tort).
Torty tvoří jedno ze základních odvětví angloamerického práva, law of torts, které se zabývá převážně nápravou (angl. remedy), nahrazením škody způsobené torty.
Historicky se toto odvětví v Anglii zformovalo okolo roku 1860, a to pro případy nepřímého zavinění a nedbalosti (angl. negligence), kde chyběl zlý úmysl (lat. mens rea); dnes do něj patří i některé vymezené případy striktní právní odpovědnosti (angl. strict liability). V centru tedy stojí koncept zavinění (angl. fault) – někdo má povinnost starat se (angl. duty of care) v širokém smyslu slova (například řídit auto opatrně, vyrábět výrobky, které nejsou nebezpečné) a jejím porušením způsobí škodu. Soud obvykle rozhoduje na základě toho, co se dalo nebo nedalo rozumně předpokládat.
Kromě způsobení škody z nedbalosti patří mezi torty i třeba pomluva nebo urážka na cti, rušení pořádku, ale i v záměrné činy jako je napadení, použití násilí a nezákonné uvěznění; důležitá je celá řada opatření na ochranu spotřebitele (tzv. odpovědnost za výrobky, angl. product liability) a zaměstnanců.
I když jsou torty zaměřeny na nedbalost a rozhodnutí soudu proto obecně řečeno nemají mít odstrašující účinek, někdy soud nejen odškodní hmotnou, fyzickou, či jinou újmu, ale může také stanovit exemplární pokuty (angl. exemplary damages).
Zvláštní a rozsáhlou kapitolou je odpovědnost za jiného (angl.  vicarious liability), často zaměstnavatele za své zaměstnance. (Soud například rozhodne, že odškodné zaplatí firma zaměstnávající řidiče, který někoho zranil, i když je to jinak dobrý řidič, takže firma nehodu rozumně předvídat nemohla a vůbec žádné své zodpovědnosti nezanedbala.)
Některé jednání může být jak tortem, tak porušením smlouvy – to například když řidič nedbale řídí a nabourá, poruší tím smlouvu o tom, že vás bezpečně doveze do cíle, a zároveň spáchá tort. Za řízení v opilosti zase bude pachatel potrestán, protože jde o trestný čin, ale náhradu škody, kterou způsobil, lze požadovat tortovou žalobou.
V mnoha případech nakonec odškodné zaplatí pojišťovna na základě pojištění odpovědnosti za škodu.
V kontinentálním právu angloamerickému tortu zhruba odpovídá občanský delikt. Zvlášť v souvislostí s tlakem na synchronizaci evropského práva Evropskou unií se slova delikt a tort někdy používají jako vzájemný překlad.